# Jim Martin (Puppenspieler)

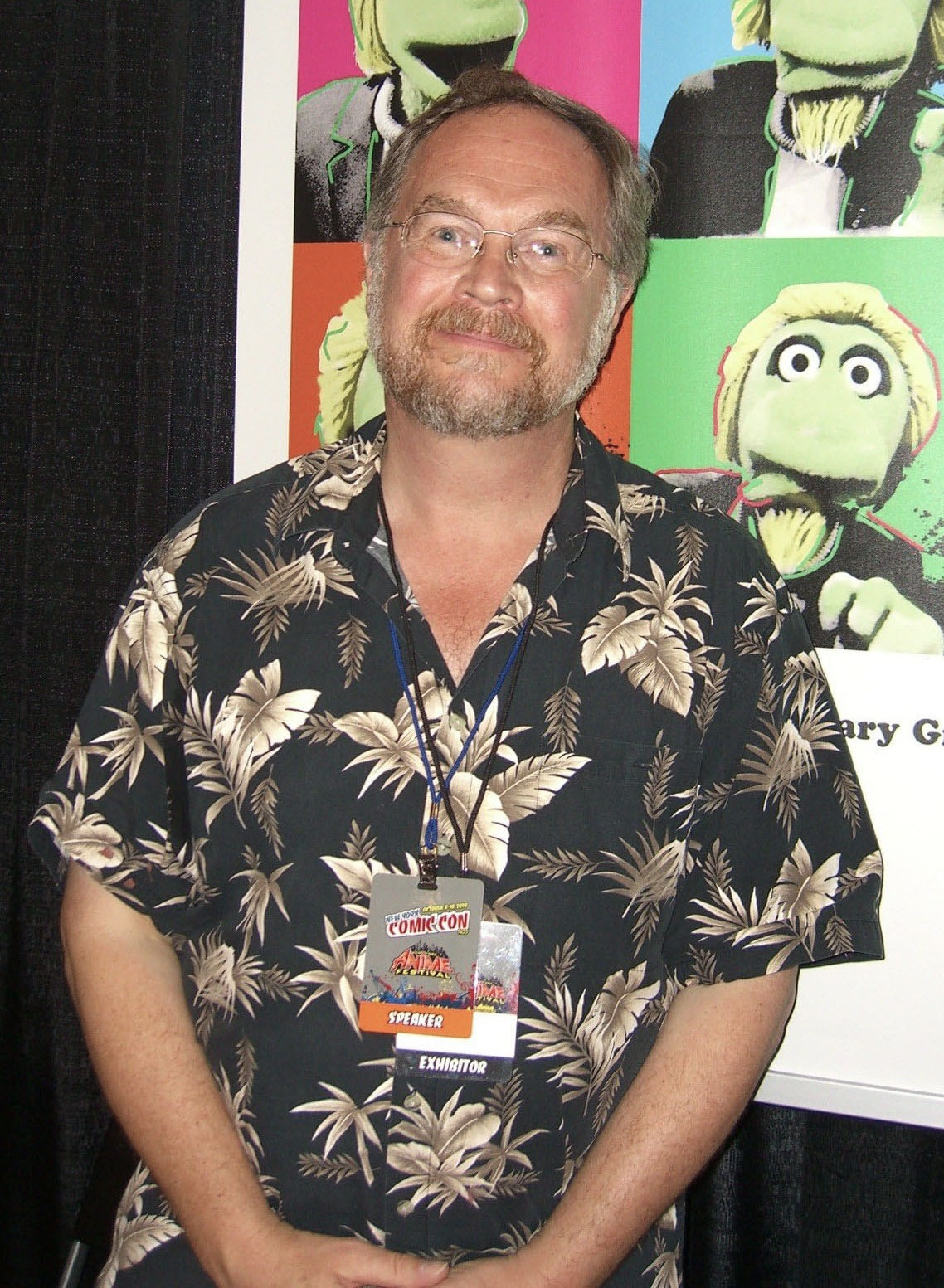
Jim Martin bei der New York Comic Convention in Manhattan, 9. Oktober 2010.

Jim Martin ist ein US-amerikanischer Puppenspieler. Er ist vor allem bekannt durch seine Auftritte in der Sesamstraße. Er gewann als Teil der Crew fünf Emmy Awards. Er wurde mehrfach für den Emmy nominiert und gewann ihn in der Kategorie „Outstanding Achievement in Costume Design/Styling“, ebenfalls für die Sesamstraße.

## Leben
Martin besuchte die St. Joseph’s High School in Mount Oliver und das Point Park College (jetzt Universität), beide in Pittsburgh, Pennsylvania.
In den 1970ern spielte Jim Martin eine Rolle in der Show: Adventure Time.
Martin agierte als einer der Haupt-Puppen-Charaktere in der Kinderfernsehserie The Great Space Coaster (1980 bis 1985) als Gary Gnu und war Produzent der Show Johnny and the Sprites. Ferner ist er Schöpfer der „Anybody Pupplets“.

## Filmografie
- Sesamstraße
- Puzzle Place
- SpongeBob SquarePants
- Eureeka’s Castle
- Johnny and the Sprites
- Once upon a Tree
- Great Space Coaster
- Jim Henson Play Along Video

Martin war Ehrengast bei Anthrocon 2010, der weltgrößten Furry-Convention, sowie Ehrengast bei Eurofurence 17 im August 2011, Europas größter Furry-Convention.